# Sin-Iddinam
Sin-Iddinam va ser el novè rei de Larsa entre els anys 1785 aC i 1778 aC. Era fill i successor de Nur-Adad, i sembla que va ser durant un temps corregent amb ell.
Durant els set anys del seu regnat va fer campanya contra la ciutat de Babilònia, i també contra Ibrat, una ciutat a la riba del Tigris, i Malgium. Al sisè any del seu regnat va atacar Eixnunna. Va afegir també al seu territori la ciutat-estat de Badtibira. El va succeir Sin-Eribam.
Se li atribueix un text que parla de la invasió del territori de Larsa pels enemics, que van apoderar-se del les provisions i van provocar una gran fam. Els habitants es van sublevar contra el rei i es van passar a l'enemic. Quan tot semblava perdut, Utu, el déu sumeri del sol, i benefactor i defensor de la ciutat, va elegir un home per arreglar la situació, i va donar un nom: Nur-Adad, el pare del rei. Amb els seus consells, va aconseguir restablir la pau i recuperar el regne. És una llegenda que pretén reafirmar al tron al rei i al seu predecessor, que segurament no eren amorrites sinó accadis. Va dominar un territori gran, i va emmurallar la ciutat de Maskham-shapir, a la riba del Tigris.